# Sakophallus simplex
Sakophallus simplex är en mångfotingart som beskrevs av Chamberlin 1942. Sakophallus simplex ingår i släktet Sakophallus och familjen Rhachodesmidae. Inga underarter finns listade i Catalogue of Life.